# Super 8 Classic 2023
La Super 8 Classic 2023, (fino al 2022 conosciuta come Primus Classic) dodicesima edizione della corsa e valevole come quarantatreesima prova dell'UCI ProSeries 2023 categoria 1.Pro, si svolse il 16 settembre 2023 su un percorso di 203,6 km, con partenza a Brakel e arrivo a Haacht, in Belgio. La vittoria fu appannaggio dell'olandese Mathieu van der Poel, il quale completò il percorso in 4h39'29", alla media di 43,709 km/h, precedendo il francese Anthony Turgis ed il belga Florian Vermeersch.

## Squadre e corridori partecipanti
| N.    | Cod. | Squadra                  |
| ----- | ---- | ------------------------ |
| 1-7   | ADC  | Alpecin-Deceuninck       |
| 11-17 | ACT  | AG2R Citroën Team        |
| 21-27 | COF  | Cofidis                  |
| 31-37 | ICW  | Intermarché-Circus-Wanty |
| 41-47 | TJV  | Jumbo-Visma              |
| 51-57 | LTK  | Lidl-Trek                |
| 61-67 | MOV  | Movistar Team            |
| 71-77 | SOQ  | Soudal Quick-Step        |
| 81-87 | ARK  | Team Arkéa-Samsic        |
| 91-97 | DSM  | Team DSM-Firmenich       |

| N.      | Cod. | Squadra                |
| ------- | ---- | ---------------------- |
| 101-107 | JAY  | Team Jayco AlUla       |
| 111-117 | UAD  | UAE Team Emirates      |
| 121-127 | BWB  | Bingoal WB             |
| 131-137 | IPT  | Israel-Premier Tech    |
| 141-147 | LTD  | Lotto Dstny            |
| 151-157 | TFB  | Team Flanders-Baloise  |
| 161-167 | TEN  | TotalEnergies          |
| 171-177 | TUD  | Tudor Pro Cycling Team |
| 181-187 | UXT  | Uno-X Pro Cycling Team |

## Ordine d'arrivo (Top 10)
| Pos. | Corridore            | Squadra       | Tempo    |
| ---- | -------------------- | ------------- | -------- |
| 1    | Mathieu van der Poel | Alpecin       | 4h39'29" |
| 2    | Anthony Turgis       | TotalEnergies | s.t.     |
| 3    | Florian Vermeersch   | Lotto         | s.t.     |
| 4    | Lars Boven           | Jumbo         | s.t.     |
| 5    | Jakob Fuglsang       | Israel        | s.t.     |
| 6    | Gianni Vermeersch    | Alpecin       | a 7"     |
| 7    | Alexander Kristoff   | Uno-X         | a 15"    |
| 8    | Luka Mezgec          | Jayco         | s.t.     |
| 9    | Florian Sénéchal     | Soudal        | s.t.     |
| 10   | Sandy Dujardin       | TotalEnergies | s.t.     |